# Pärnu (fleuve)
Pour les articles homonymes, voir Pärnu (homonymie).

Le fleuve Pärnu est un (en estonien : Pärnu jõgi) fleuve en Estonie,,.

## Hydrologie
Le fleuve Pärnu prend sa source dans les collines de Pandivere, dans la région de Roosna-Alliku et traverse les villes de Paide et Türi dans le comté de Pärnu et se jette dans la baie de Pärnu du golfe de Riga dans la mer Baltique, près de la ville de Pärnu.
Le fleuve Pärnu a une longueur de 144 kilomètres et son bassin versant s'étend sur 6 920 km2.
Son débit d'eau moyen à 26 kilomètres de l'embouchure est de 48,2 m3/s.
Ses affluents principaux sont le Navestijoki, qui prend sa source entre les villes de Võhma et Põltsamaa, et le Raudanjoki, qui prend sa source dans la ville de Viljandi. 
Les deux rivières confluent avec le fleuve Pärnujoki, dans la zone du parc national de Soomaa, près de Tori.
Près de la ville de Paide, deux affluents se jettent dans Pärnu - Vodya et Esna, et en aval de Paide - Reopalu.
Les principales rivières du bassin du fleuve Pärnu sont : Prandi (et), Lintsi (et), Käru, Vändra, Navesti, Halliste, Raudna, Reiu et Sauga.

## Navigation
La zone de l'embouchure est navigable. Il y a 11 barrages et petites centrales hydroélectriques à Pärnu.
Le Pärnu compte de nombreux rapides. 
À Sindi, entre Pärnu et Tori, il y a un barrage de plusieurs mètres de haut, qui peut être contourné en descendant par le côté droit sur l'isthme.

## Galerie

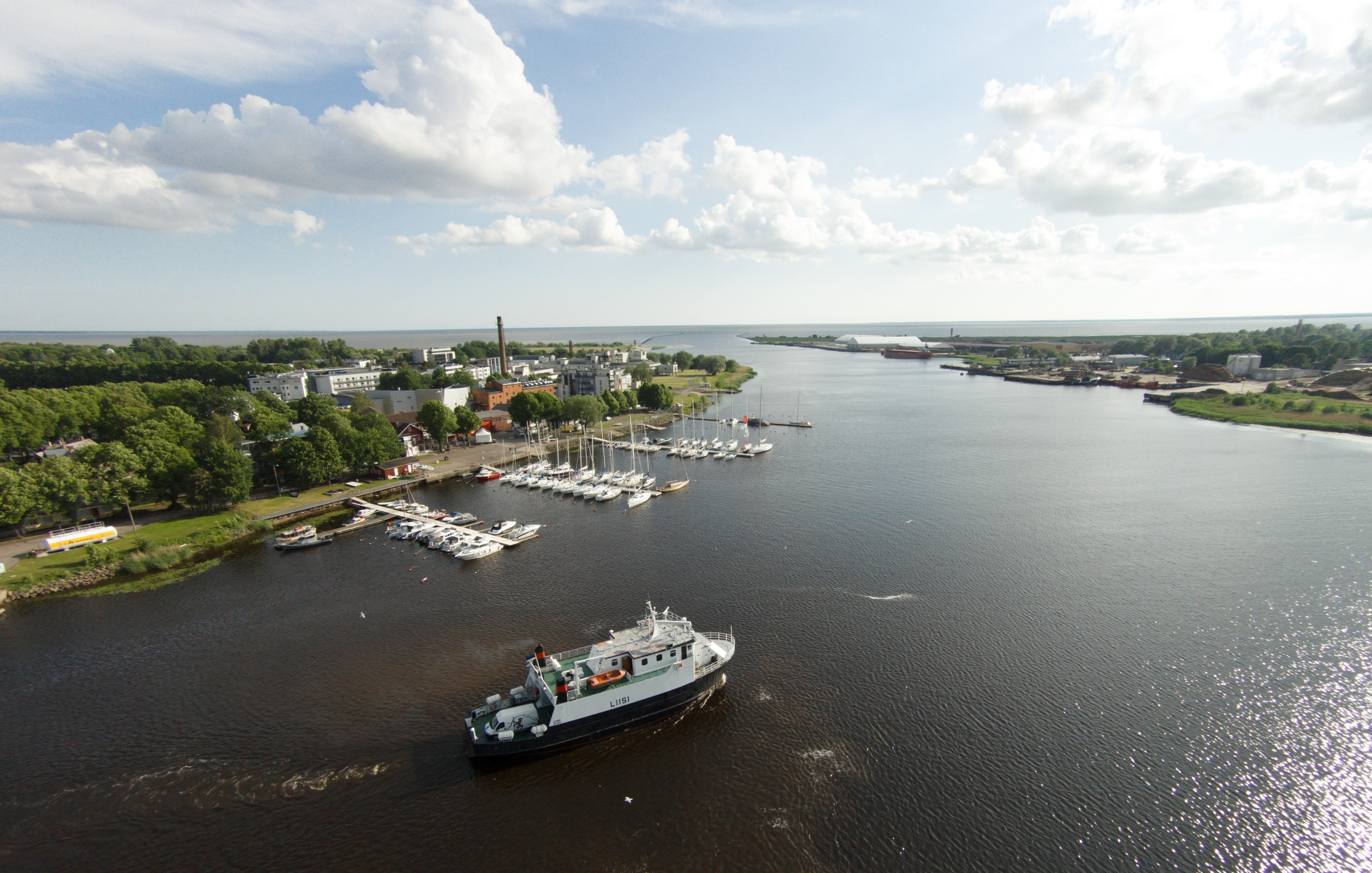
Le fleuve à Pärnu
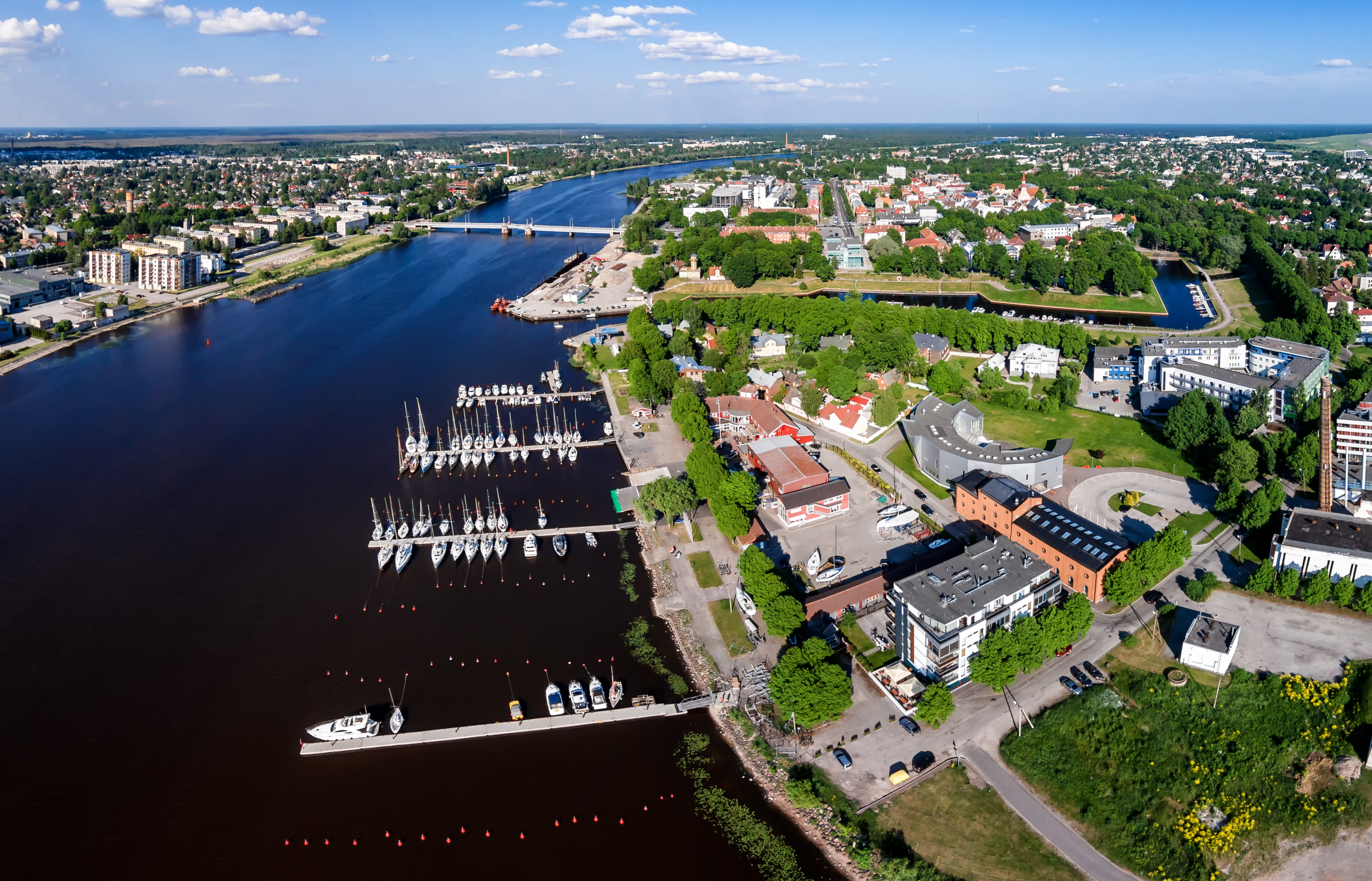
Le fleuve à Pärnu
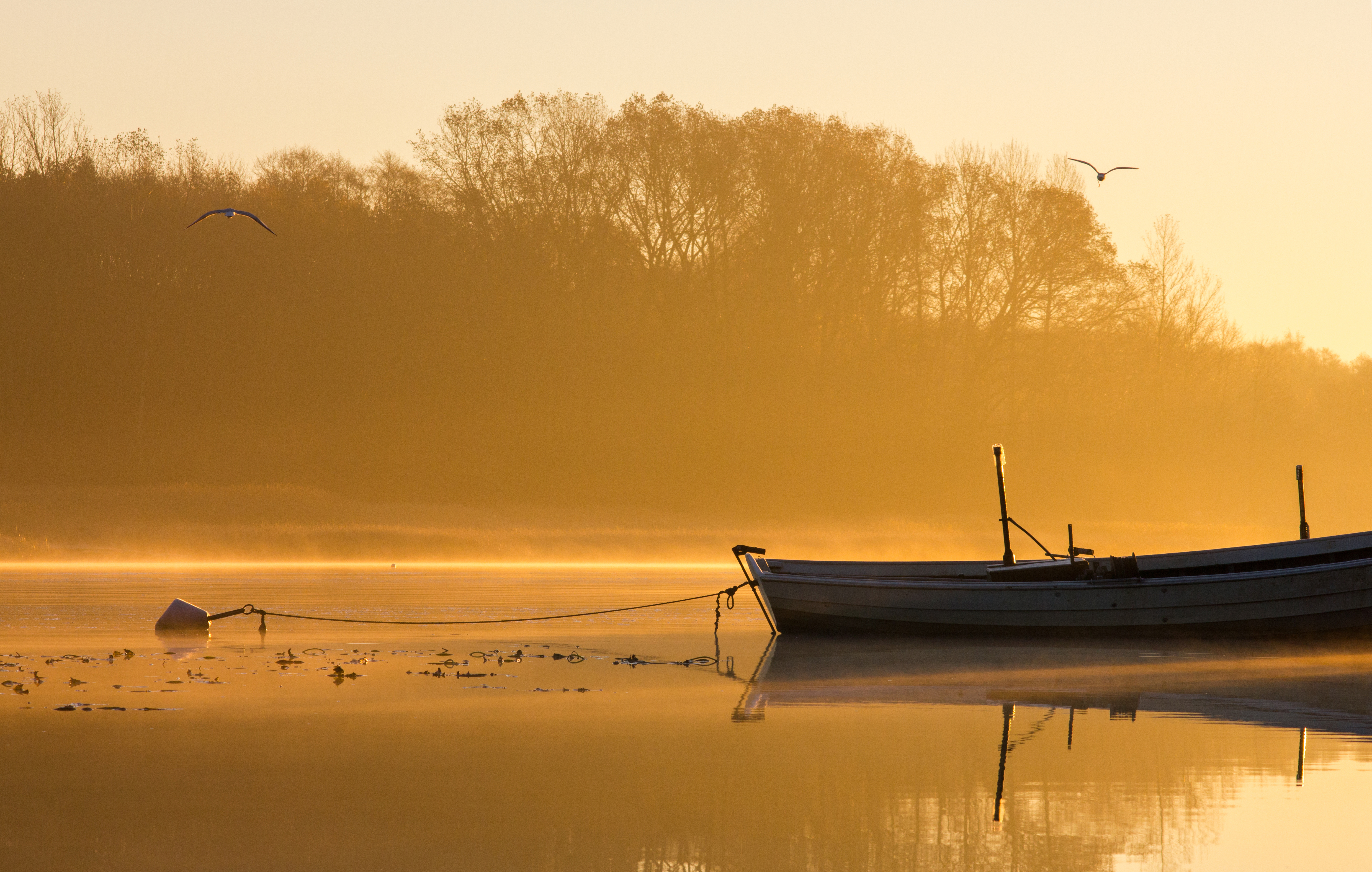
Lever de soleil sur le fleuve Pärnu
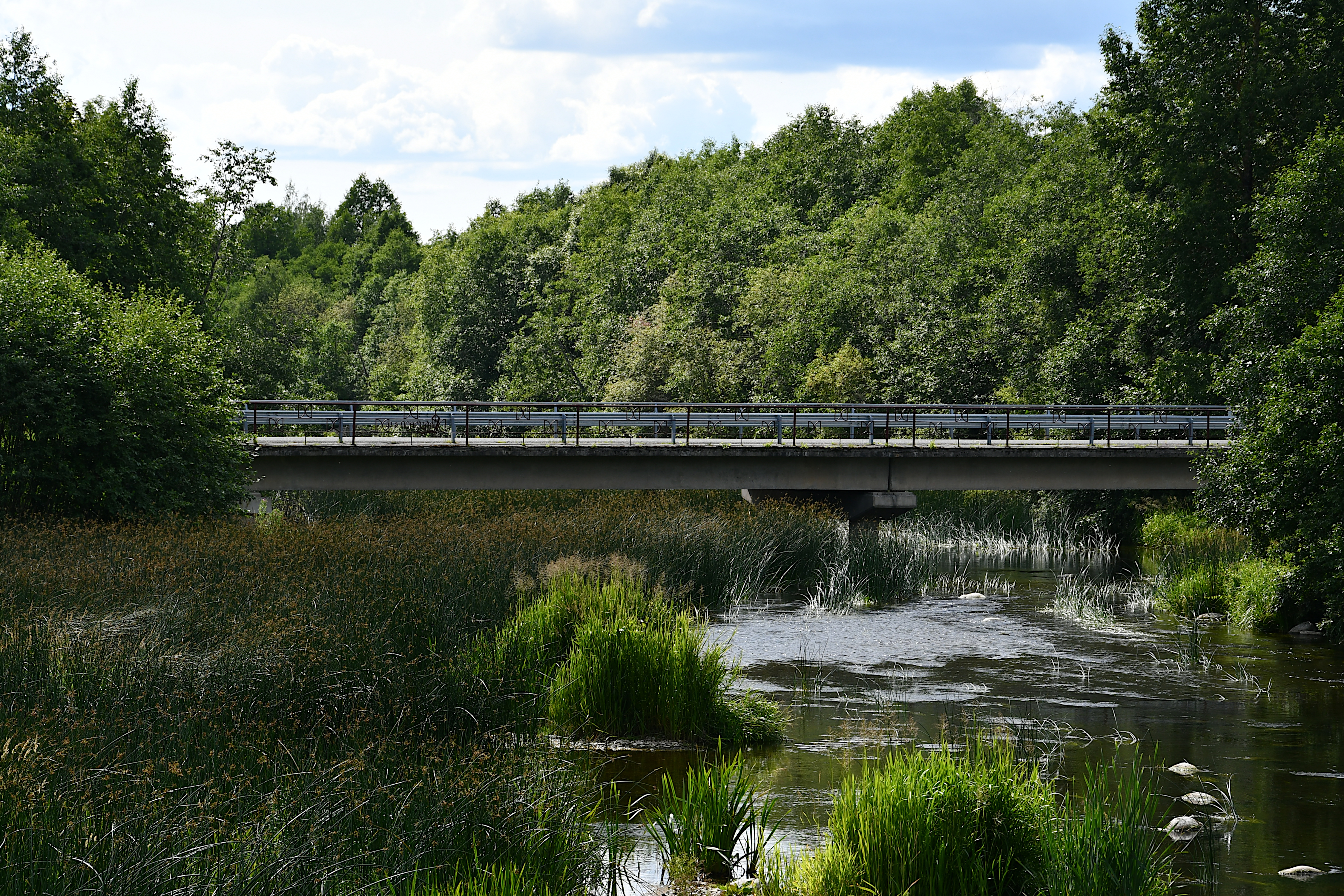

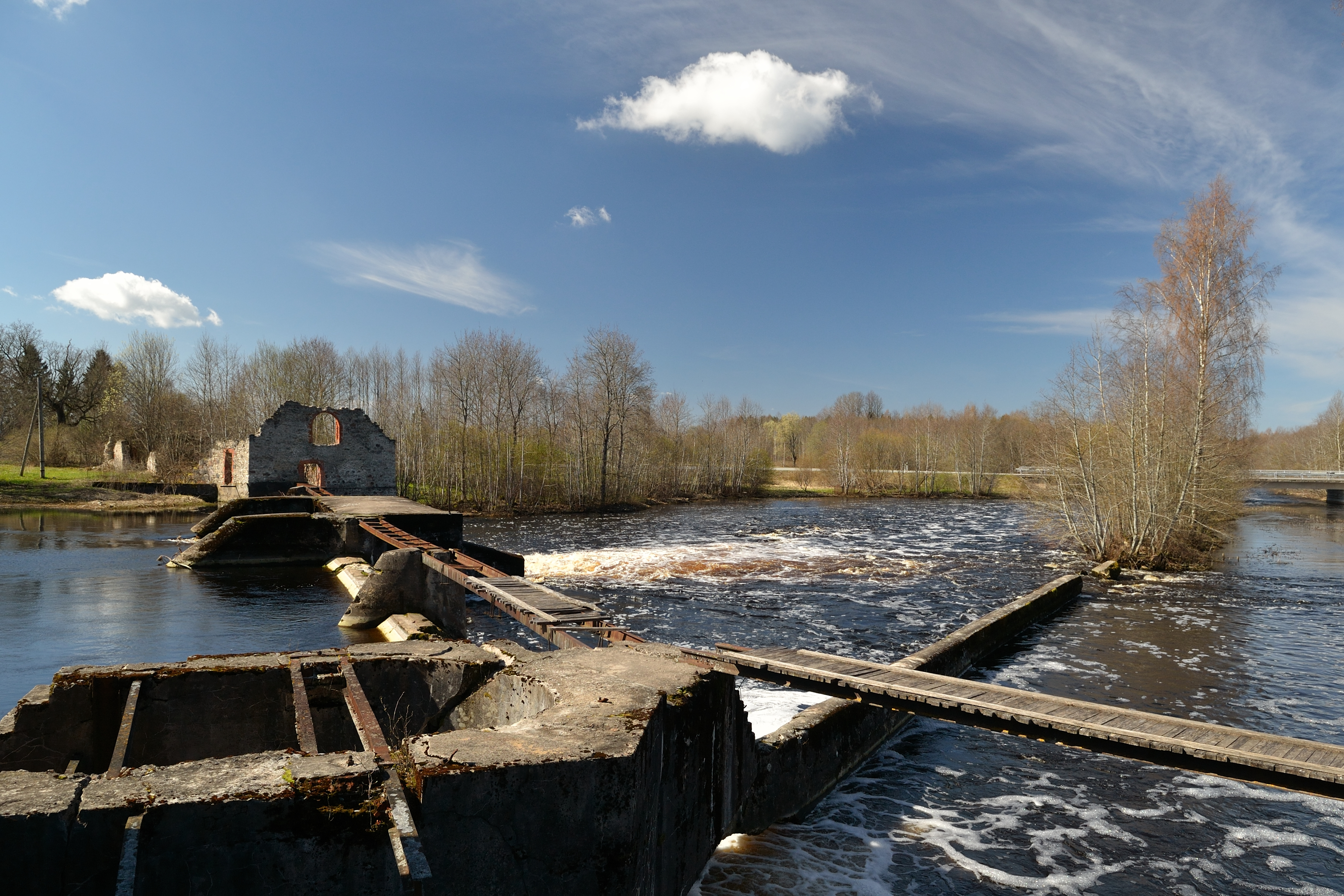
Jändja
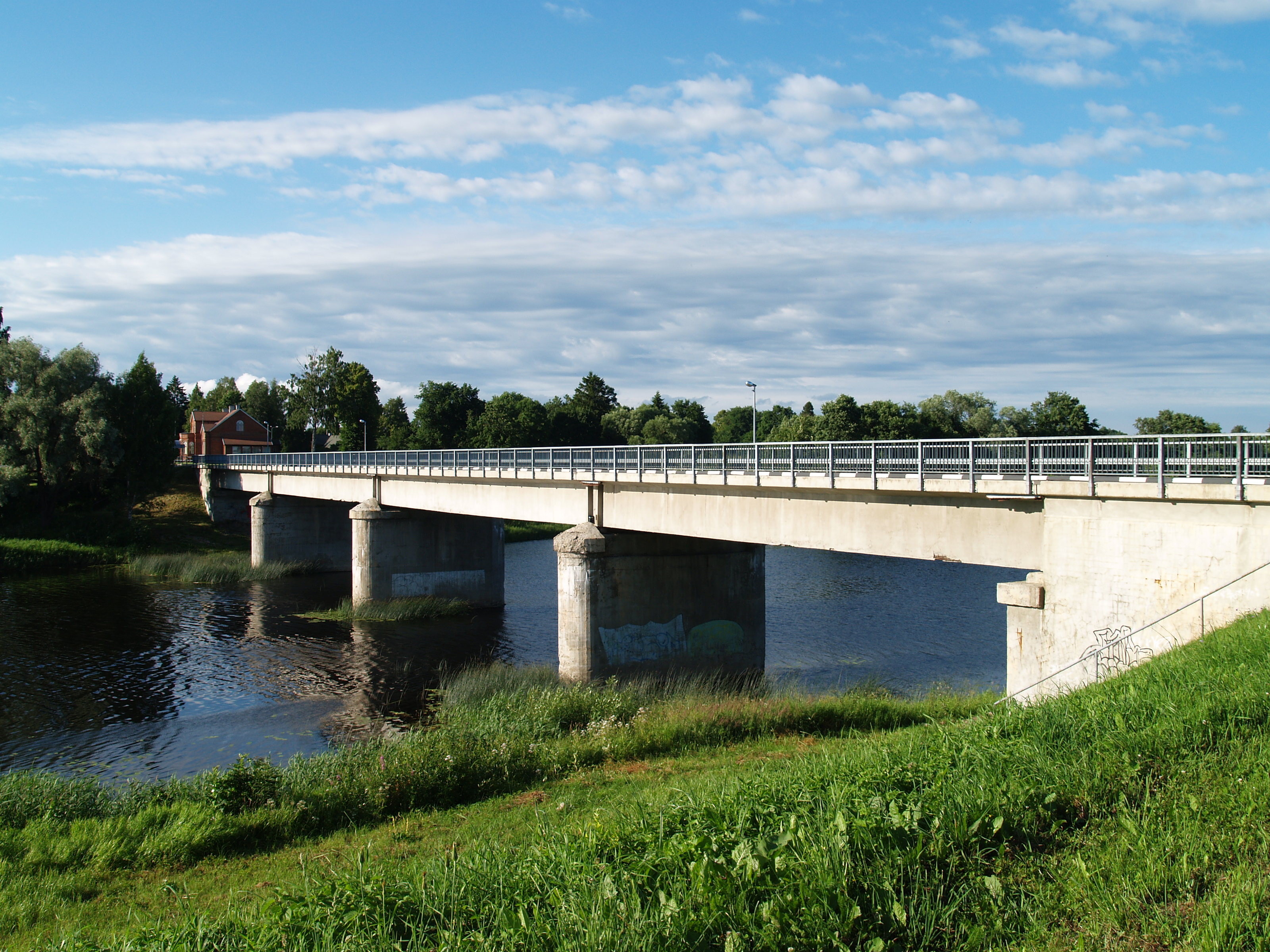
Pont de Tori
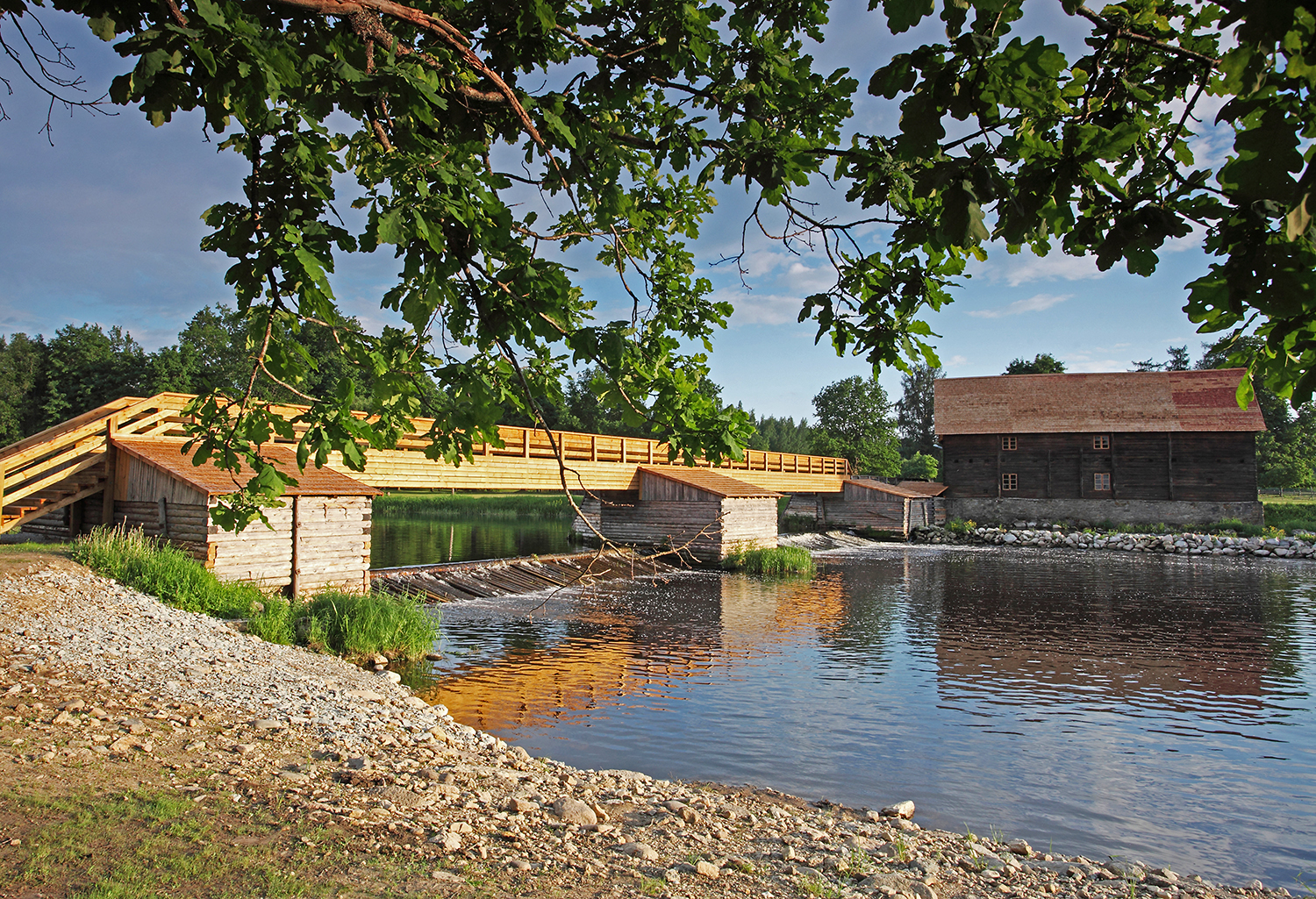
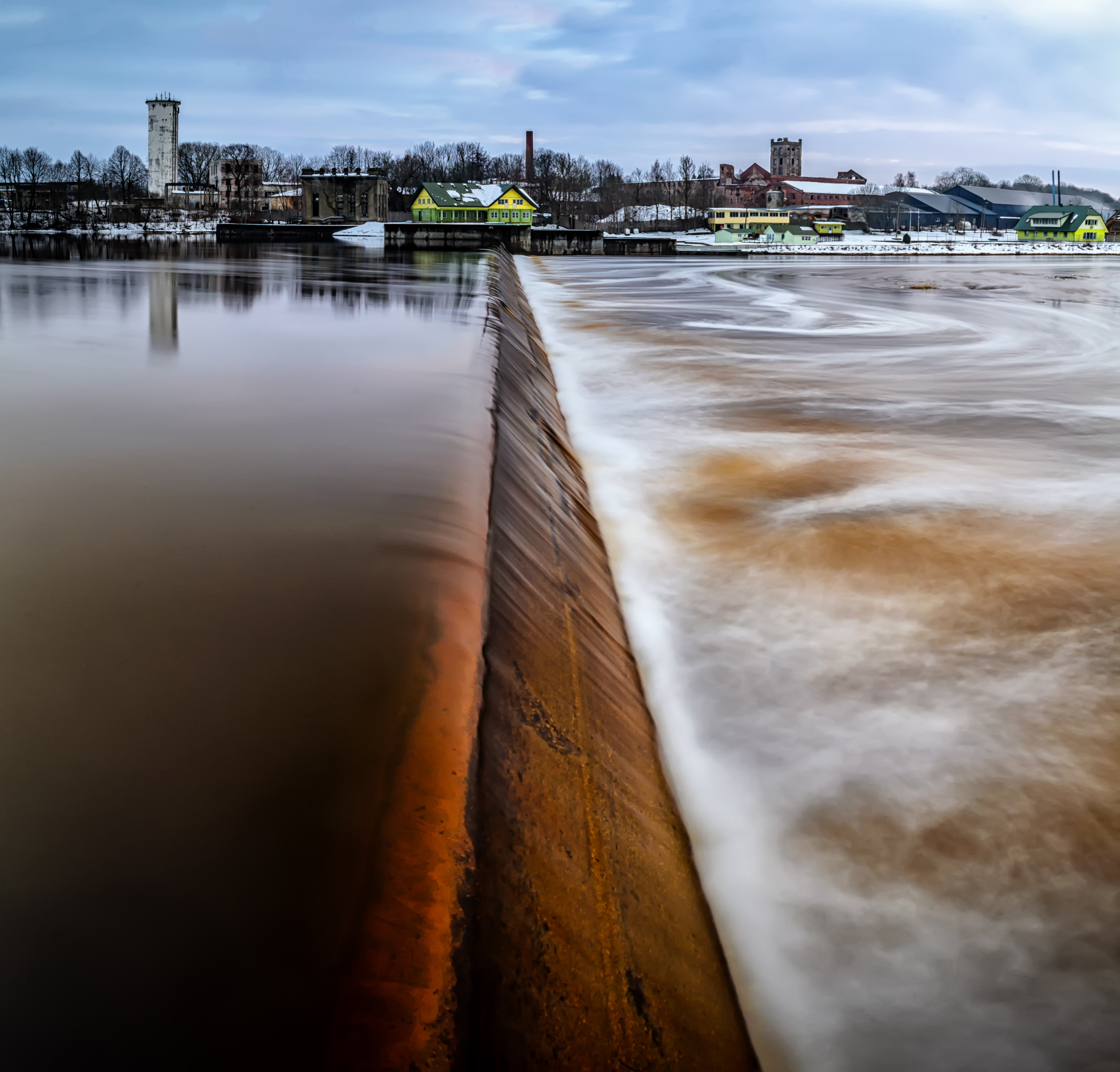
Barrage de Sindi.